# Баттерфилд, Эйса
Э́йса Бопп Фарр Ба́ттерфилд (англ. Asa Bopp Farr Butterfield; род. 1 апреля 1997, Ислингтон, Лондон, Англия) — британский актёр. Наиболее известен по участию в таких фильмах, как «Мерлин», «Мальчик в полосатой пижаме», «Дом странных детей мисс Перегрин», «Хранитель времени», «Игра Эндера», «Космос между нами», а также по роли Отиса Милбёрна в комедийно-драматическом сериале «Половое воспитание».

## Ранние годы
Баттерфилд родился в Ислингтоне, Лондон, в семье Жаклин Фарр и Сэма Баттерфилда. При рождении он получил средние имена «Максвелл Торнтон» (англ. Maxwell Thornton), однако позже сменил их на «Бопп» (англ. Bopp), которое взял в честь кометы Хейла — Боппа, в момент его рождения наблюдавшейся в небе над Великобританией.

## Актёрская карьера
Баттерфилд начал свою актёрскую карьеру в семилетнем возрасте, на сцене школьного театра. В 2006 году состоялся дебют Эйсы в кино; мальчик исполнил роль Эндрю в телевизионной драме Саймона Шора «После Томаса».
Двумя годами позже Баттерфилд сыграл немецкого мальчика Бруно в драме Марка Хермана о Холокосте — «Мальчик в полосатой пижаме», за роль которого номинировался на Премию британского независимого кино в номинации «Наиболее перспективный новичок», но проиграл Деву Пателю.
В 2011 году Эйса Баттерфилд исполнил роль Хьюго Кабре в приключенческом фильме Мартина Скорсезе «Хранитель времени», где его партнёрами по съёмочной площадке были Бен Кингсли и Хлоя Морец. Картина была благосклонно принята кинокритиками и успешно проявила себя в мировом прокате.
В 2013 году Баттерфилд принял участие в научно-фантастическом фильме Гэвина Худа «Игра Эндера», где он сыграл главную роль одарённого мальчика Эндера Виггина.
В 2015 году снялся в главной роли в фильме Мацека Щербовски и Криса Лависа «Белый цирк», а в 2016 году сыграл одну из главных ролей в фильме Тима Бёртона «Дом странных детей мисс Перегрин» по роману Рэнсома Риггза «Дом странных детей».
Прослушивался на роль Человека-Паука, которая в итоге досталась Тому Холланду.
В 2017 году вышел фильм «Космос между нами», в котором он сыграл главную роль. Исполнил одну из ведущих ролей в сериале «Половое воспитание» (2019—2023).

## Фильмография
| Год       |     | Русское название                 | Оригинальное название                       | Роль                  |
| --------- | --- | -------------------------------- | ------------------------------------------- | --------------------- |
| 2006      | тф  | После Томаса                     | After Thomas                                | Эндрю                 |
| 2007      | ф   | Сын Рэмбо                        | Son of Rambow                               | Мальчик из Братьев    |
| 2008—2010 | с   | Прах к праху                     | Ashes to Ashes                              | Донни                 |
| 2008      | ф   | Мальчик в полосатой пижаме       | The Boy in the Striped Pyjamas              | Бруно                 |
| 2008—2009 | с   | Мерлин                           | Merlin                                      | Мордред               |
| 2010      | ф   | Человек-волк                     | The Wolfman                                 | Юный Бен Тэлбот       |
| 2010      | ф   | Моя ужасная няня 2               | Nanny McPhee and the Big Bang               | Норман Грин           |
| 2011      | ф   | Хранитель времени                | Hugo                                        | Хьюго Кабре           |
| 2013      | ф   | Игра Эндера                      | Ender's Game                                | Эндер Виггин          |
| 2014      | ф   | X+Y                              | A Brilliant Young Mind aka X+Y              | Нейтан Эллис          |
| 2015      | ф   | Десять тысяч святых              | Ten Thousand Saints                         | Джуд                  |
| 2015      | ф   | Белый цирк                       | The White Circus                            |                       |
| 2016      | ф   | Дом странных детей мисс Перегрин | Miss Peregrine’s Home for Peculiar Children | Джейкоб Портман       |
| 2017      | ф   | Космос между нами                | The Space Between Us                        | Гарднер Эллиот        |
| 2017      | ф   | Дом завтрашнего дня              | The House of Tomorrow                       | Себастьян Прендергаст |
| 2017      | ф   | Конец пути                       | Journey's End                               | Райли                 |
| 2017      | мф  | Громолёты, вперёд!               | Thunderbirds Are Go                         | Конард                |
| 2018      | кор |                                  | Right Place Wrong Tim                       | Тим                   |
| 2018      | ф   | Правила бойни                    | Slaughterhouse Rulez                        | Уилоуби Блэйк         |
| 2018      | ф   | Помешанный на времени            | Time Freak                                  | Стилман               |
| 2019—2023 | с   | Половое воспитание               | Sex Education                               | Отис Милборн          |
| 2019      | ф   | 30 безумных желаний              | Then Came You                               | Калвин                |
| 2019      | ф   | Жадность                         | Greed                                       | Финн Макриди          |
| 2022      | ф   | Извержение вкуса                 | Flux Gourmet                                | Билли Рубин           |
| 2023      | ф   | Игра в прятки                    | All Fun and Games                           | Маркус                |

## Награды и номинации
| Год  | Премия                                 | Категория                                                  | Работа                           | Результат |
| ---- | -------------------------------------- | ---------------------------------------------------------- | -------------------------------- | --------- |
| 2008 | Премия британского независимого кино   | Самый многообещающий дебют                                 | Мальчик в полосатой пижаме       | Номинация |
| 2008 | Премия Лондонского кружка кинокритиков | Молодой британский актёр года                              | Мальчик в полосатой пижаме       | Номинация |
| 2009 | Премия «Молодой актёр»                 | Лучший молодой актёр в главной роли в международном фильме | Мальчик в полосатой пижаме       | Номинация |
| 2011 | Ассоциации кинокритиков Финикса        | Лучший молодой актёр в главной роли                        | Хранитель времени                | Номинация |
| 2011 | Общество кинокритиков Лас-Вегаса       | Молодой актёр                                              | Хранитель времени                | Победа    |
| 2012 | Общество кинокритиков Невады           | Лучший актёр-ребёнок                                       | Хранитель времени                | Победа    |
| 2012 | Молодой Голливуд                       | Выдающийся прорыв                                          | Хранитель времени                | Победа    |
| 2012 | Online Film & Television Association   | Лучший молодой актёр                                       | Хранитель времени                | Номинация |
| 2012 | Выбор критиков                         | Лучший молодой актёр                                       | Хранитель времени                | Номинация |
| 2012 | Сатурн                                 | Лучший молодой актёр                                       | Хранитель времени                | Номинация |
| 2012 | Империя                                | Лучший мужской дебют                                       | Хранитель времени                | Номинация |
| 2012 | Молодой актёр                          | Лучший молодой актёр в главной роли                        | Хранитель времени                | Номинация |
| 2013 | Ассоциации кинокритиков Финикса        | Лучший молодой актёр в главной роли                        | Игра Эндера                      | Номинация |
| 2013 | Ассоциация кинокритиков Вашингтона     | Лучший молодой актёр                                       | Игра Эндера                      | Номинация |
| 2013 | CinemaCon, США                         | Восходящая звезда                                          |                                  | Победа    |
| 2014 | Кинофестиваль в Саванне                | Восходящая звезда                                          | Победа                           |           |
| 2014 | Выбор критиков                         | Лучший молодой актёр                                       | Игра Эндера                      | Номинация |
| 2014 | Сатурн                                 | Лучший молодой актёр                                       | Игра Эндера                      | Номинация |
| 2014 | Британского независимого кино          | Лучший актёр                                               | X+Y                              | Номинация |
| 2016 | Лондонского кружка кинокритиков        | Молодой британский актёр года                              | X+Y                              | Номинация |
| 2017 | Teen Choice                            | Актёр научно-фантастического фильма                        | Космос между нами                | Номинация |
| 2017 | Teen Choice                            | Актёр фэнтези-фильма                                       | Дом странных детей Мисс Перегрин | Номинация |